# ダンス・トゥ・ザ・ミュージック
『ダンス・トゥ・ザ・ミュージック』（Dance to the Music）は、アメリカ合衆国のファンク・バンド、スライ&ザ・ファミリー・ストーンが1968年に発表した2作目のスタジオ・アルバム。サイケデリック・ソウルというジャンルを広めた作品として知られる。

## 解説
本作に収録された「ハイヤー」は、1969年のアルバム『スタンド!』に収録されている「アイ・ウォント・トゥ・テイク・ユー・ハイヤー」の原型となった曲である。
本作に先行して「ダンス・トゥ・ザ・ミュージック」がシングルとしてリリースされ、アメリカのBillboard Hot 100で8位、『ビルボード』のR&Bシングル・チャートで9位、全英シングルチャートでは7位という大ヒットを記録した。そして、本作はBillboard 200で142位、『ビルボード』のR&Bアルバム・チャートでは11位に達している。
音楽評論家のStephen Thomas Erlewineはオールミュージックにおいて「ソウルを輝くようなメロディ、万華鏡のようなアレンジ、複雑に絡み合ったインタープレイ、そして巧みで速いリズムに満たされたサイケデリックな陽光として表現することは、このレコードの前には誰も、ザ・ファミリー・ストーンでさえもなし得なかった」「完璧ではないが、やはり良いレコードである」と評している。
1995年にレガシー・レコーディングスから発売されたリマスターCDには、未発表曲「ソウル・クラッピン」が追加された。また、2007年に発売されたリマスターCDには、前出の「ソウル・クラッピン」やオーティス・レディングのカヴァー「アイ・キャント・ターン・ユー・ルース」も含む6曲がボーナス・トラックとして収録された。

## 収録曲
特記なき楽曲はシルヴェスター・スチュアート（スライ・ストーン）作。
1. ダンス・トゥ・ザ・ミュージック - "Dance to the Music" - 3:00
2. ハイヤー - "Higher" - 2:48
3. アイ・エイント・ガット・ノーバディ - "I Ain't Got Nobody (For Real)" - 4:27
4. ダンス・トゥ・ザ・メドレー - "Dance to the Medley" - 12:16
  - ミュージック・イズ・アライヴ - "Music Is Alive"
  - ダンス・イン - "Dance In"
  - ミュージック・ラヴァー - "Music Lover"
5. リズムに乗って - "Ride the Rhythm" - 2:47
6. カラー・ミー・トゥルー - "Color Me True" - 3:09
7. 準備はいいかい - "Are You Ready" - 2:49
8. ドント・バーン・ベイビー - "Don't Burn Baby" - 3:14
9. アイル・ネヴァー・フォール・イン・ラヴ・アゲイン - "I'll Never Fall in Love Again" - 3:25

### ボーナス・トラック（1995年）
1. ソウル・クラッピン - "Soul Clappin'" - 2:39

### ボーナス・トラック（2007年）
1. ダンス・トゥ・ザ・ミュージック（シングル・ヴァージョン） - "Dance to the Music (mono single version)" - 2:59
2. ハイヤー（シングル・ヴァージョン） - "Higher (mono single version)" - 2:55
3. ソウル・クラッピン - "Soul Clappin'" - 2:39
4. ウィ・ラヴ・オール - "We Love All" - 4:32
5. アイ・キャント・ターン・ユー・ルース - "I Can't Turn You Loose" (Otis Redding) - 3:34
6. ネヴァー・ドゥ・ユア・ウーマン・ロング - "Never Do Your Woman Wrong" - 3:33

## 参加ミュージシャン
- スライ・ストーン - ボーカル、キーボード、ギター
- フレディ・ストーン - ギター、ボーカル
- ローズ・ストーン - キーボード、ボーカル
- ラリー・グラハム - ベース、ボーカル
- グレッグ・エリコ - ドラムス
- シンシア・ロビンソン - トランペット
- ジェリー・マルティーニ - サックス